# The Good Girl Gone Bad Tour
The Good Girl Gone Bad Tour è stato il secondo tour musicale della cantautrice barbadiana Rihanna, a supporto del suo terzo album in studio Good Girl Gone Bad (2007).

## Informazioni sul tour
Con concerti distribuiti su cinque continenti, il Good Girl Gone Bad Tour durò 16 mesi.
Il primo tour mondiale di Rihanna fu diretto e coreografato da Tina Landon.
Il Good Girl Gone Bad Tour presentò la cantante in una immagine rinnovata: Rihanna indossava costumi di pelle nera spesso succinti.
Anche molte canzoni furono presentate in una veste sonora differente rispetto alla versione contenuta sugli album di Rihanna; alcune furono interpretate con un arrangiamento di chitarre rock, dal momento che Rihanna voleva enfatizzare la sua immagine di 'bad girl'.
Il palco comprendeva un'ampia scalinata, due maxischermi che trasmettevano primi piani di Rihanna e i video preregistrati per il concerto, 6 sottili schermi LCD posizionati 3 sulla destra e 3 sulla sinistra, sotto i quali stavano la band e le coriste. Il palco comprendeva migliaia di riflettori di vari colori, effetti pirotecnici e alcune scenografie utilizzate da Rihanna e dai ballerini.

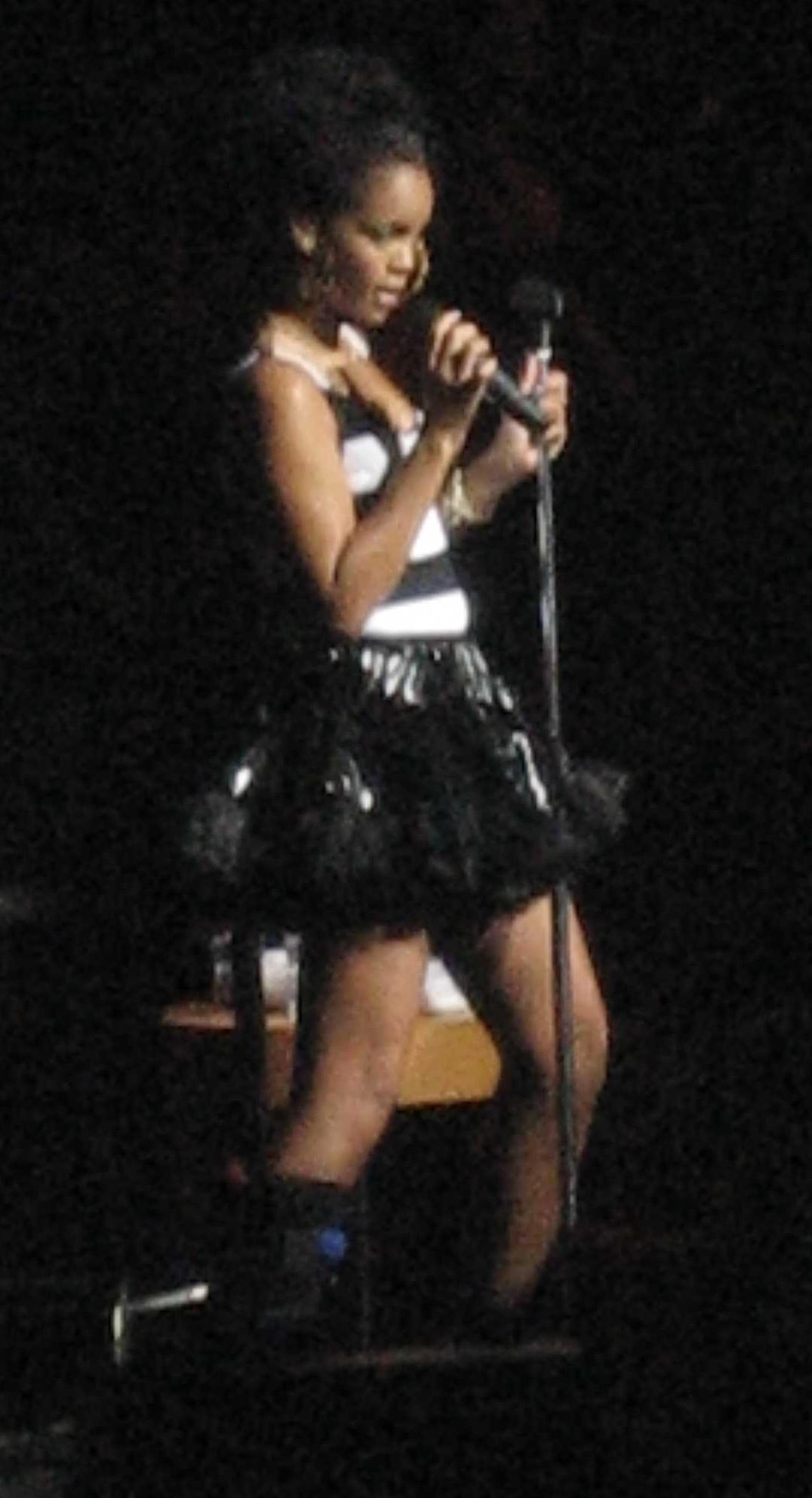
Rihanna in concerto

Durante i concerti in Australia il palco comprendeva anche una piccola piattaforma che emergeva dal centravanti della scena. La cantante era così rialzata durante l'interpretazione di "Disturbia" e si risollevava per "Unfaithful".
Durante tutto il tour aprirono i concerti Akon, Ciara, David Jordan, Chris Brown e vari artisti locali in Europa. Chris Brown e Rihanna si esibirono in undici show tra Nuova Zelanda e Australia, e due concerti nel Sud-Est asiatico nel dicembre 2008.

## Eventi lungo il tour
Il 20 febbraio 2008, il giorno del suo ventesimo compleanno, Rihanna presenziò a Barbados all'interno di un evento speciale in suo onore intitolato Rihanna Day.
Il concerto più grande del tour fu quello di Casablanca (Marocco) del 12 luglio 2008 allo Stade Mohammed V, al quale assistettero 100.000 spettatori.
Al concerto del 7 novembre a Sydney (Australia) Rihanna corse dietro il palco durante "Umbrella" lasciando Chris Brown finire la sua parte nel Cinderella Remix. Fu dichiarato che Rihanna lasciò il palco perché le mancava l'aria e che aveva bisogno di sdraiarsi e idratarsi.
Il concerto previsto il 13 febbraio in Malaysia fu boicottato dal partito islamico concersvatore, per via dei costumi troppo succinti che Rihanna indossava sul palco, e fu di conseguenza cancellato, così come il concerto previsto a Giacarta (Indonesia) fu posticipato per motivi organizzativi alla fine del tour.
Rihanna si esibì a Manila, nelle Filippine, con una scaletta leggermente diversa, di fronte a oltre 70.000 spettatori.
Rihanna si esibì per la prima volta in Messico nel gennaio 2009.
I concerti previsti in Asia nel febbraio 2009 furono cancellati in seguito all'aggressione subita da Rihanna da Chris Brown.
Durante il periodo del tour, Rihanna tenne tre concerti speciali dal titolo "A Girl's Night Out". Furono concerti di beneficenza il cui ricavato andò alla Believe Foundation, fondata da Rihanna nel 2006. La fondazione fornisce attenzione medica, scolarizzazione, giocattoli e vestiti ai bambini.
La scaletta di questi concerti fu più corta; Rihanna si esibì il 26 e 28 marzo 2008 al Vision Night Club di Chicago, poi al Rugby Skye di San Francisco e infine il 9 aprile all'Highline Ballroom di New York (non incluse nei dati del Good Girl Gone Bad Tour).

## Recensioni
Nel settembre 2007 il Canadian Online Explorer recensì positivamente il suo show di Toronto dicendo: "La cantante ha sbalordito abbastanza dal punto di vista visivo, aprendo con "Pon de Replay" e abbigliata in un completo sexy di cuoio nero, in veste da dominatrice".
MTV Southeast Asia recensì il concerto dicendo: "Non era il massimo dello stupefacente. Tuttavia, ha fatto quello che sa fare meglio, ossia discernere live un'intera collana di singoli numeri 1".

## Registrazioni del concerto
Dal concerto del 6 dicembre 2007 alla MEN Arena di Manchester, in Regno Unito, è stato tratto il DVD ufficiale del tour, ovvero il Good Girl Gone Bad Live.

## Scaletta
Canada/Stati Uniti (2007)
1. Pon de Replay
2. Break It Off (solo version)
3. Let Me
4. Rehab
5. Breakin' Dishes
6. Is This Love (cover di Bob Marley)
7. Kisses Don't Lie
8. Scratch
9. SOS
10. Good Girl Gone Bad
11. Hate That I Love You (solo version)
12. Unfaithful
13. Sell Me Candy
14. Don't Stop the Music
15. Shut Up and Drive
16. Umbrella

Europa (2007)
1. Pon de Replay
2. Break It Off
3. Let Me
4. Rehab
5. Breakin' Dishes
6. Is This Love (cover di Bob Marley)
7. Kisses Don't Lie
8. Scratch
9. SOS
10. Good Girl Gone Bad
11. Hate That I Love You (solo version)
12. Unfaithful
13. Sell Me Candy
14. Don't Stop the Music
15. Push Up On Me
16. Shut Up and Drive
17. Question Existing
18. Umbrella

Europa (2008)
1. Pon de Replay
2. Break It Off (solo version)
3. Let Me
4. Rehab
5. Breakin' Dishes
6. Scratch
7. SOS
8. Good Girl Gone Bad
9. Hate That I Love You (solo version)
10. Unfaithful
11. Don't Stop the Music
12. Push Up on Me
13. Shut Up and Drive
14. Question Existing
15. Umbrella

Asia/Oceania/Messico (2008)
1. Intro/Disturbia
2. Breakin' Dishes
3. Break It Off (solo version con Sean Paul)
4. Let Me
5. Rehab
6. Medley:

- Pon de Replay
- Paper Planes (cover di M.I.A.)
- Doo Wop (That Thing) (cover di Lauryn Hill)
- Live Your Life (solo version con T.I.)

1. Scratch
2. SOS
3. Good Girl Gone Bad
4. Hate That I Love You (solo version Ne-Yo e David Bismal)
5. Unfaithful
6. Don't Stop the Music
7. Push Up on Me
8. Shut Up and Drive
9. Take a Bow
10. Cinderella Under My Umbrella (remix di Umbrella con Chris Brown)
11. Outro

## Artisti d'apertura
- Akon (Stati Uniti)[7]
- Kardinal Offishall (Canada)
- Ray Lavender (Londra, Canada)
- Kat DeLuna (Lincroft)
- Ciara (Regno Unito)[8]
- DanceX (alcune tappe)
- David Jordan (Regno Unito)[8]
- Chris Brown (Oceania)[8]
- María José (Messico)

## Date del tour
| Data              | Città                | Stato           | Luogo                              |              |              |
| Nord America      | Nord America         | Nord America    | Nord America                       | Nord America | Nord America |
| ----------------- | -------------------- | --------------- | ---------------------------------- | ------------ | ------------ |
| 15 settembre 2007 | Vancouver            | Canada          | GM Place                           |              |              |
| 17 settembre 2007 | Grande Prairie       | Canada          | Canada Games Arena                 |              |              |
| 18 settembre 2007 | Calgary              | Canada          | Stampede Corral                    |              |              |
| 19 settembre 2007 | Saskatoon            | Canada          | Credit Union Centre                |              |              |
| 22 settembre 2007 | Toronto              | Canada          | Molson Amphitheatre                |              |              |
| 23 settembre 2007 | London               | Canada          | John Labatt Centre                 |              |              |
| 24 settembre 2007 | Montréal             | Canada          | Bell Centre                        |              |              |
| 25 settembre 2007 | Québec               | Canada          | Pavillon de la Jeunesse            |              |              |
| 27 settembre 2007 | Moncton              | Canada          | Moncton Coliseum                   |              |              |
| 28 settembre 2007 | Saint John           | Canada          | Harbour Station                    |              |              |
| 30 settembre 2007 | Halifax              | Canada          | Halifax Metro Centre               |              |              |
| 2 ottobre 2007    | Arlington            | Stati Uniti     | Texas Hall                         |              |              |
| 5 ottobre 2007    | Rochester            | Stati Uniti     | RIT Gordon Field House             |              |              |
| 11 ottobre 2007   | New York             | Stati Uniti     | Nokia Theatre                      |              |              |
| 13 ottobre 2007   | Lincroft             | Stati Uniti     | Robert J. Collins Arena            |              |              |
| 18 ottobre 2007   | State College        | Stati Uniti     | Bryce Jordan Center                |              |              |
| 19 ottobre 2007   | Filadelfia           | Stati Uniti     | Wachovia Center                    |              |              |
| 20 ottobre 2007   | Phoenix              | Stati Uniti     | Arizona Veterans Memorial Coliseum |              |              |
| 23 ottobre 2007   | Anaheim              | Stati Uniti     | House of Blues                     |              |              |
| Europa            |                      |                 |                                    |              |              |
| 11 novembre 2007  | Parigi               | Francia         | Zénith                             |              |              |
| 13 novembre 2007  | Monaco di Baviera    | Germania        | Zenith                             |              |              |
| 14 novembre 2007  | Basilea              | Svizzera        | St. Jakobshalle                    |              |              |
| 20 novembre 2007  | Colonia              | Germania        | Palladium                          |              |              |
| 21 novembre 2007  | Amsterdam            | Paesi Bassi     | Heineken Music Hall                |              |              |
| 22 novembre 2007  | Bruxelles            | Belgio          | Forest National                    |              |              |
| 23 novembre 2007  | Francoforte sul Meno | Germania        | Jahrhunderthalle                   |              |              |
| 24 novembre 2007  | Belgrado             | Serbia          | Beogradska Arena                   |              |              |
| 26 novembre 2007  | Berlino              | Germania        | Columbiahalle                      |              |              |
| 27 novembre 2007  | Bratislava           | Slovacchia      | Sibamac Arena                      |              |              |
| 30 novembre 2007  | Sofia                | Bulgaria        | Piazza Principe Alessandro I       |              |              |
| 1º dicembre 2007  | Ischgl               | Austria         | Top of the Mountain Concert        |              |              |
| 2 dicembre 2007   | Dublino              | Irlanda         | RDS Simmonscourt                   |              |              |
| 3 dicembre 2007   | Belfast              | Regno Unito     | Odyssey Arena                      |              |              |
| 6 dicembre 2007   | Manchester           | Regno Unito     | Manchester Arena                   |              |              |
| 7 dicembre 2007   | Sheffield            | Regno Unito     | Sheffield Arena                    |              |              |
| 13 dicembre 2007  | Newcastle upon Tyne  | Regno Unito     | Metro Radio Arena                  |              |              |
| 14 dicembre 2007  | Glasgow              | Regno Unito     | SECC                               |              |              |
| 16 dicembre 2007  | Londra               | Regno Unito     | Wembley Arena                      |              |              |
| 17 dicembre 2007  | Brighton             | Regno Unito     | Brighton Centre                    |              |              |
| 18 dicembre 2007  | Birmingham           | Regno Unito     | National Indoor Arena              |              |              |
| 19 dicembre 2007  | Cardiff              | Regno Unito     | Cardiff International Arena        |              |              |
| 20 dicembre 2007  | Nottingham           | Regno Unito     | Trent FM Arena                     |              |              |
| 26 febbraio 2008  | Dublino              | Irlanda         | RDS Simmonscourt                   |              |              |
| 27 febbraio 2008  | Dublino              | Irlanda         | RDS Simmonscourt                   |              |              |
| 2 marzo 2008      | Belfast              | Regno Unito     | Odyssey Arena                      |              |              |
| 3 marzo 2008      | Aberdeen             | Regno Unito     | Aberdeen Exhibition Centre         |              |              |
| 5 marzo 2008      | Liverpool            | Regno Unito     | Echo Arena                         |              |              |
| 6 marzo 2008      | Bournemouth          | Regno Unito     | Bournemouth International Centre   |              |              |
| 7 marzo 2008      | Londra               | Regno Unito     | The O2 Arena                       |              |              |
| 10 marzo 2008     | Copenaghen           | Danimarca       | Ballerup Super Arena               |              |              |
| 12 marzo 2008     | Stoccolma            | Svezia          | Hovet                              |              |              |
| 14 marzo 2008     | Helsinki             | Finlandia       | Hartwall Areena                    |              |              |
| 16 marzo 2008     | Tallinn              | Estonia         | Saku Suurhall                      |              |              |
| 17 marzo 2008     | Riga                 | Lettonia        | Arena Riga                         |              |              |
| 19 marzo 2008     | Varsavia             | Polonia         | Torwar Hall                        |              |              |
| 20 marzo 2008     | Praga                | Repubblica Ceca | T-Mobile Arena                     |              |              |
| 22 marzo 2008     | Düsseldorf           | Germania        | Philipshalle                       |              |              |
| 23 marzo 2008     | Mosca                | Russia          | Olimpijskij                        |              |              |
| Asia              |                      |                 |                                    |              |              |
| 5 aprile 2008     | Chiba                | Giappone        | Makuhari Messe                     |              |              |
| Nord America      |                      |                 |                                    |              |              |
| 4 luglio 2008     | New Orleans          | Stati Uniti     | Louisiana Superdome                |              |              |
| Africa            |                      |                 |                                    |              |              |
| 12 luglio 2008    | Casablanca           | Marocco         | Stadio Mohamed V                   |              |              |
| Europa            |                      |                 |                                    |              |              |
| 15 luglio 2008    | Milano               | Italia          | Piazza della Repubblica            |              |              |
| Oceania           |                      |                 |                                    |              |              |
| 27 ottobre 2008   | Auckland             | Nuova Zelanda   | Vector Arena                       |              |              |
| 28 ottobre 2008   | Auckland             | Nuova Zelanda   | Vector Arena                       |              |              |
| 29 ottobre 2008   | Wellington           | Nuova Zelanda   | TSB Bank Arena                     |              |              |
| 31 ottobre 2008   | Brisbane             | Australia       | Brisbane Entertainment Centre      |              |              |
| 1º novembre 2008  | Brisbane             | Australia       | Brisbane Entertainment Centre      |              |              |
| 3 novembre 2008   | Adelaide             | Australia       | Adelaide Entertainment Centre      |              |              |
| 4 novembre 2008   | Melbourne            | Australia       | Rod Laver Arena                    |              |              |
| 5 novembre 2008   | Melbourne            | Australia       | Rod Laver Arena                    |              |              |
| 7 novembre 2008   | Sydney               | Australia       | Acer Arena                         |              |              |
| 8 novembre 2008   | Sydney               | Australia       | Acer Arena                         |              |              |
| 9 novembre 2008   | Sydney               | Australia       | Acer Arena                         |              |              |
| 11 novembre 2008  | Perth                | Australia       | Burswood Dome                      |              |              |
| Asia              |                      |                 |                                    |              |              |
| 13 novembre 2008  | Singapore            | Singapore       | Singapore Indoor Stadium           |              |              |
| 16 novembre 2008  | Taguig               | Filippine       | The Fort Bonifacio Open Field      |              |              |
| Nord America      |                      |                 |                                    |              |              |
| 22 gennaio 2009   | Monterrey            | Messico         | Arena Monterrey                    |              |              |
| 24 gennaio 2009   | Città del Messico    | Messico         | Palacio de los Deportes            |              |              |